# تامينو

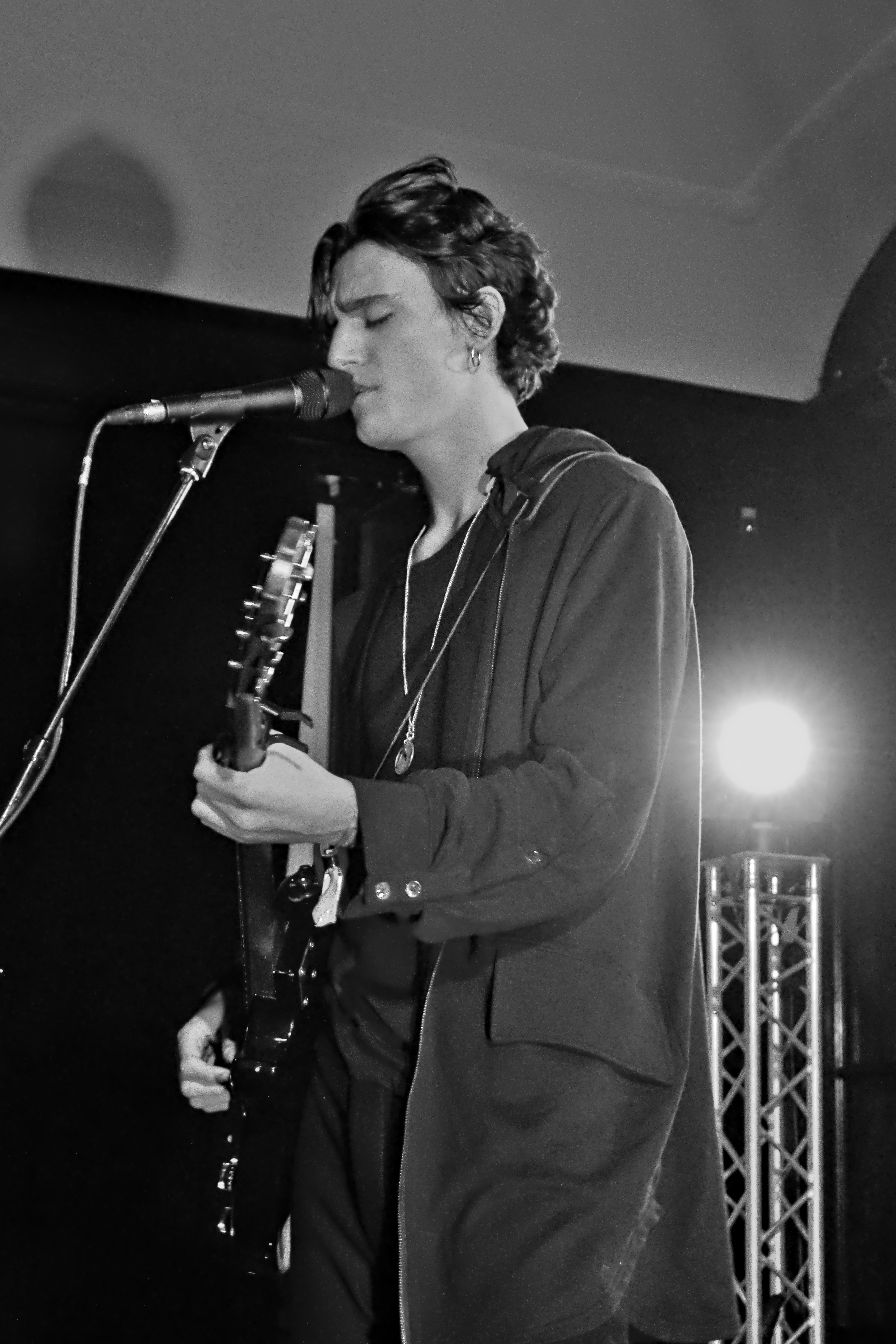
تامينو في فيينا في 2018

تامينو ، أو تامينو أمير محرم فؤاد، هو موسيقي مصري بلجيكي. وهو حفيد المغني المصري والممثل محرم فؤاد.

## المسيرة المهنية
في نوفمبر 2016، تم دعوة تامينو من قبل الفرقة البلجيكية Het Zesde Metaal للغناء في اذاعة جلسة Radio 1 البلجيكية. وغتي أول أغنية له، حبيبي ، وقد تركت انطباعًا جيدا.
في عام 2017، فاز تامينو بمسابقة المواهب الموسيقية الجديدة في اذاعة Studio Brussels. في 11 أكتوبر 2017، لعب في مسرح Ancienne Belgique (بروكسل) حيث أطلق عليه لقب «جيف بوكلي» البلجيكي  ، وظهر في مهرجانات في بلجيكا وهولندا مثل Rock Werchter و Pukkelpop .
عمل تامينو أيضًا في عالم الموضة وعمل عرض للأزياء مع جيزيل بوندشين خلال أسبوع الموضة في باريس، وظهر في مجلة " فوغ هومز وصوره المصور المشهور باولو روفرسي.
في 19 أكتوبر 2018، أصدر تامينو أول ألبوم كامل الطول أمير . في جميع أنحاء الألبوم، انضمت تامينو إلى مجموعة من الموسيقيين العرب المقيمين في بروكسل والتي تسمى نغم زكريات، وهي أوركسترا تتكون في الغالب من موسيقيين محترفين من الشرق الأوسط، معظمهم من اللاجئين الذين فروا من العراق وسوريا.
أشادت بي بي سي بأمير باعتباره "صوت النيل الجديد"  وهي قصيدة لجد تامينو محرم فؤاد.و قامت الاندبندنت بإدراج أمير في أفضل 10 ألبومات لعام 2018. فازت Tamino بجائزة Anchor في مهرجان Reeperbahn في ألمانيا لعام 2018 وتم ترشيحه لخمسة جوائز MIA في بلجيكا.